# ポール・ギルバート
ポール・ギルバート（Paul Gilbert、 1966年11月6日 - ）は、アメリカ合衆国出身のロックミュージシャン、ギタリスト、ソングライター。身長193cm。

## 略歴

### デビューまで
1966年11月6日にアメリカのイリノイ州カーボンデール市にて生まれる。3歳のときにペンシルベニア州ピッツバーグに家族で引越し、そこで育つ。
幼少の頃に叔父であるジミ・キッドに影響を受け、5歳の誕生日に父親からギターをプレゼントされる。この頃からビートルズやジミ・ヘンドリックス、レッド・ツェッペリン、ヴァン・ヘイレン、クラシック音楽などを愛聴、ギターに明け暮れる日々を送る。
高校を卒業後、ロサンゼルスにある音楽学校Musicians InstituteのGIT科(Guitar Institute of Techonology)に入学。翌年卒業しその後、同校の講師に就任する。
1986年にヘヴィメタル・バンド「レーサーX」でデビューし、地元を中心に活動する。シュラプネル・レコーズを主宰するマイク・ヴァーニーに見出され、ネオクラシカルシーンで一躍ギターヒーローとして注目されるようになる。

### Mr. Bigを結成
「レーサーX」は、2枚のアルバムを製作した後に活動停止。その後、1988年 にビリー・シーン、 エリック・マーティン、 パット・トーピーとスーパーグループ「Mr. Big」を結成し、1989年 にアルバムを発表。バンドはセカンドアルバムからのシングル「To be with you」が大ヒットし、ポールは世界的な知名度を上げる。
1997年、「Mr. Big」の活動停止。

### ソロ転向〜レーサーX復活〜Mr. Bigに復帰
1997年、ソロ活動を開始。
1999年、再始動した「Mr. Big」には復帰しなかった（後任はリッチー・コッツェン）。一方で「レーサーX」を再結成し、新作をリリース。1980年代のラインナップの再現にこだわったポールだったが、ツインギターの相方を組むブルース・ブイエは腱鞘炎を理由にギタリストからローディーへ転職しており、完全再現にはならなかった。
2003年は、MIの姉妹校、MI JAPAN（現・専門学校ミュージシャンズ・インスティテュート東京）の校長に就任する。2006年夏に、自身のキャリアとしては初めてのオール・インストアルバムを発売。2007年3月、ジョー・サトリアーニのG3アメリカツアーのメインアクトに選ばれる
2009年、再び活動再開した「Mr. Big」に復帰。
2016年、デビュー30周年記念公演を日本で開催し、Li-sa-Xが客演した。

## 音楽性
速弾き、タッピング、ストリングスキッピングなどのハードロック色の強いテクニカルなプレイを得意としている。
特に速弾きの技術があり、「光速ギタリスト」の異名をとる。
Mr. Bigではブルージーなプレイに挑戦したり、アコースティックなプレイを取り入れるなど、音楽的に表現を広げていった。ソロに転じてからは自身の叔父ジミ・キッドとブルースのアルバムを製作したこともある。
アイデア豊富な人物でもあり、 Mr. Bigの代表曲の一つでもある「Green-Tinted Sixties Mind」ではイントロでタッピングを用いたフレーズを、また「Take Cover」では一風変わったドラムパターンを考案。「Daddy, Brother, Lover, Little Boy」ではドリルを使い、まるで超高速でピッキングしているような音を出す。
アルバム『BURNING ORGAN』収録の「I Like Rock」では100本という常識はずれの数の異なるギター（正確にはベースやアコースティック・ギターも含む）を一つの曲に使いつつ、なぜか服装まで変えながら（全裸も含む）録音すると言った、遊び心のある挑戦をしている。

## 機材
デビュー当時は改造を施したエピフォン・ウィルシュアーモデルを使用していたが、その後レーサーX時代から現在に至るまでアイバニーズ製のギターを愛用しており、彼のトレードマークともなっている。シグネイチャーモデルの名称は"PGM"(Paul Gilbert Model)で、多くはRGシリーズをベースとしている。彼のシグネイチャーモデルはピックアップの横に描かれたFホールが特徴となっている。
キャリアの初期はフロイド・ローズタイプのロック式ブリッジを使用していたが、Mr. Bigでの活動中から嗜好が変わり、ロック式ユニットを取り払ってキャビティを埋め、固定式ブリッジに改める改造を施している。レーサーXでプレイする際など必要に応じてアーム付きのギターを使うこともあるが、基本的にはアームよりも指でのヴィブラートを好んでいる。

### ギター
多数のギターを所有しているため、ここでは一部を紹介する。
Ibanez PGM300
PGMシリーズ中で最も使用頻度が高いモデル。ピックアップはリアとフロントがディマジオPAF Pro、センターがディマジオFS-1。
Ibanez PGM-FRM1 "Fireman"
ポールがIbanez Icemanの画像をフォトショップで反転させたことで生まれたモデル。ファイヤーマンという名前はアイスマンをひっくり返したことにちなんでいる。市販されたポールのシグネイチャーモデルとしては初の3シングルコイル仕様。ボディー材はコリーナ。
Ibanez PGM-FRM2 "Fireman Kikusui"
2009年頃発表。ポールお気に入りの菊水の酒瓶がモチーフのギター。ブリッジの後ろに漢字で「菊水」と書かれており、コントロールノブには菊水のボトルキャップを使用。またリアピックアップの脇には赤い菊のマークが入っている。ボディ形状はFRM1と同じだが、2ハム仕様でセレクターはトグルスイッチ。
ピックアップはMr. Big時代から一貫してDiMarzioを愛用しており、オリジナルのピックアップも製作されている。

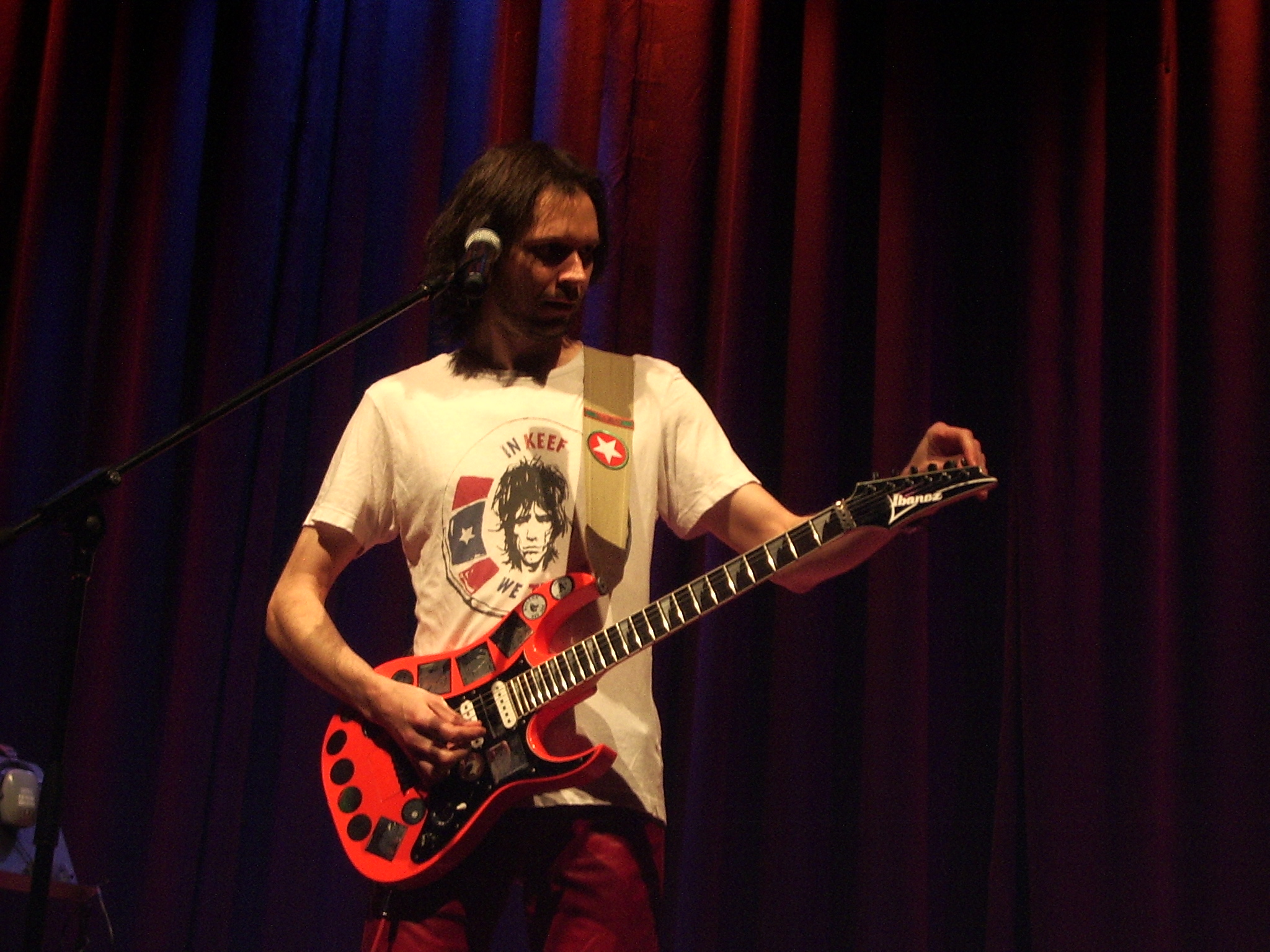
アイバニーズ「RG」 (2007年)
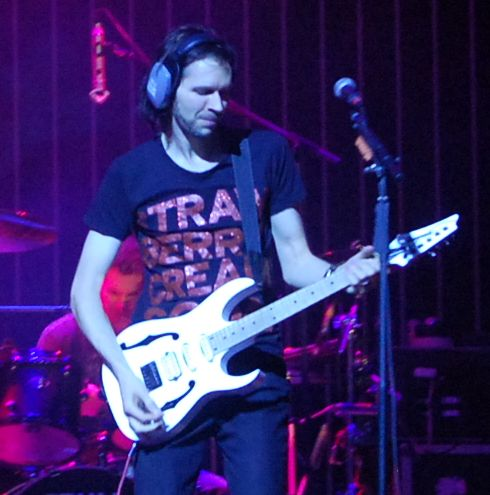
アイバニーズ「PGM300」 (2007年)
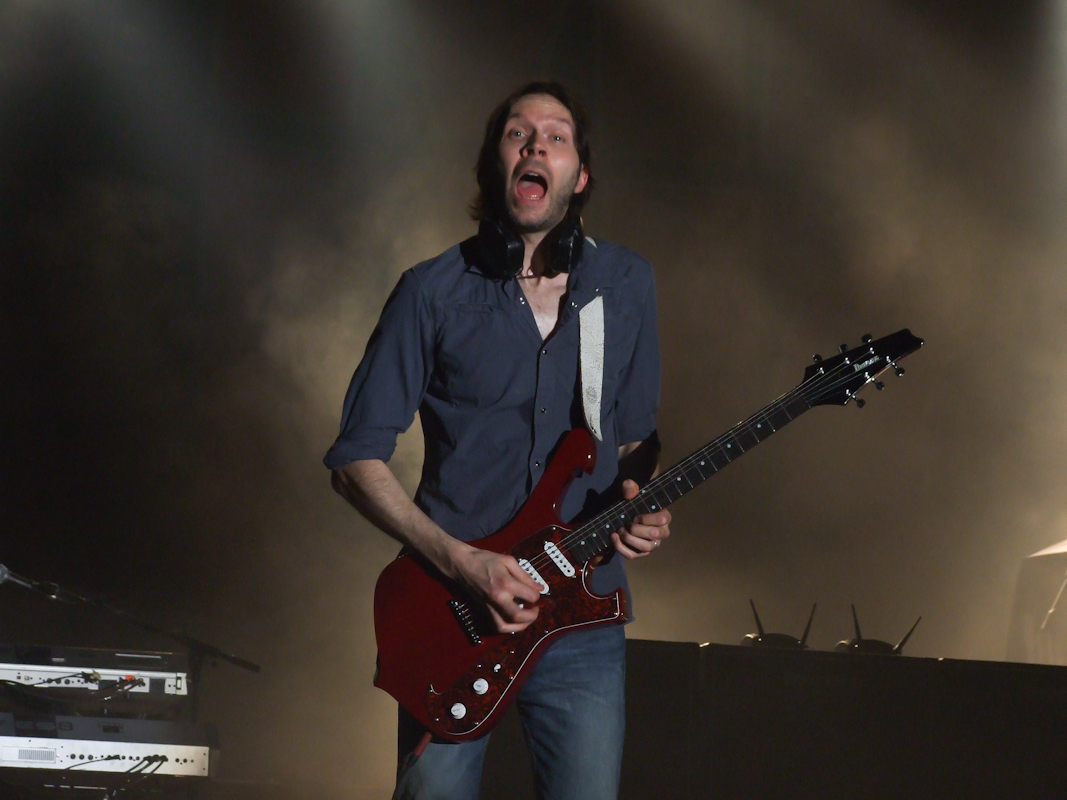
アイバニーズ「PGM-FRM」 (2011年)
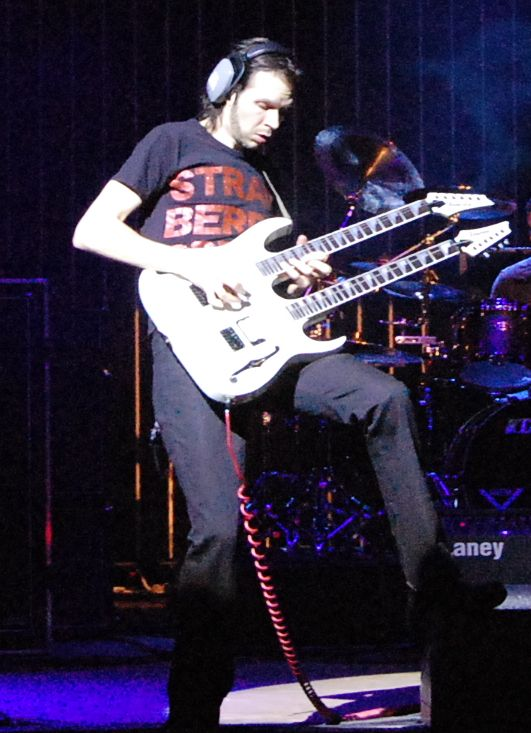
アイバニーズ「PGMダブルネック」 (2007年)

### アンプ
多数のアンプを所有しているため、ここでは一部を紹介する。
Marshall Vintage Modern 2266C コンボ
Marshall Vintage Modern 2466 ヘッド
3台ほど所有し、メインで使用しているのは2つ（それ以外はスペア）。1つは"DYNAMIC RANGE"スイッチを"LOW"にしたクリーン・サウンド用。もう1つは同スイッチを"HIGH"にセットにしたディストーション・サウンド用とされている。
Marshall Vintage Modern 425 キャビネット
上記の2466ヘッドと組み合わせて使用。
Marshall 2061x ヘッド
Marshall 2061cx キャビネット
THD Hot Plate
パワー・アッテネーター。ポールはアンプのボリュームを目一杯上げて歪ませつつ、アッテネーターで音量を下げている。
Mr. Big〜再結成Racer X時代は、イギリスのレイニー（Laney）とエンドース契約を結んでいた。

### エフェクター
参照：ポール・ギルバート公式サイト機材ページ
Empress Effects Para EQ with Boost
Fulltone Deja Vibe
H.B.E. Detox EQ（シグネチャーモデル）
Ibanez Airplane Flanger AF2（シグネチャーモデル）
Majik Box Fuzz Universe （シグネチャーモデル）
MXR Phase 90
Pigtronix Philosopher's Tone
TC Electronic Ditto Looper
VooDoo Lab Pedal Power 2 Plus

### 弦、ピック、ヘッドフォン
Ernie Ball Hybrid Slinky RPS Strings
Jim Dunlop Tortex Standard .60mm Pick
Direct Sound EX-29 Headphone

### 電動ドリル
Makita 6012HD
Mr. Bigでのキャリア初期に使用された当時でもヴィンテージのマキタ製電動ドリル。ポールはこのモデルがスイッチを離すとゆっくりと回転が止まることから愛用していた。
Makita FD02
Mr. Bigでのキャリア最晩年に使用された電動ドリル。上記の6012HDに比べ技術の進歩により小型軽量化されている。

## ドリル奏法
「Daddy, Brother, Lover, Little Boy (The Electric Drill Song) 」のギターソロなどで披露される先端にピックを取り付けた電動ドリルを使用したギタープレイのアイディアは、レーサーXでのデビュー当時、速弾きのことばかりインタビューされたポールがボーカルのジェフ・マーティンと「速弾きをもっと面白おかしくできないか」と話し合った際に誕生しており、実際にライブでドリル奏法を披露したところ、会場にいるすべてのオーディエンスが盛り上がり笑顔になったことから、それ以降ドリル奏法は定番化し継続して披露されている。初期から一貫して日本のマキタ製の電動ドリルが使用されており、Mr. Bigの日本公演でのツアースポンサーにマキタがつくなど所縁が深く、ポールはマキタと日本のファンのために楽曲「I Love You Japan」を献上、この楽曲はマキタの社歌になっている。

## 作品

### ソロ作品
- Tribute To Jimi Hendrix (EP)(1991年)
- King Of Clubs (1997年)
- Flying Dog (1998年)
- Beehive Live (1999年)
- Alligator Farm (2000年)
- Raw Blues Power (with Jimi Kidd) (2002年)
- Burning Organ (2002年)
- Paul The Young Dude - The Best Of Paul Gilbert (2003年)
- Gilbert Hotel (2003年) …上記ベスト版の初回ボーナスCDを単独発売
- Acoustic Samurai (2003年)
- Space Ship One (2005年) …#10「僕の頭」で日本語での作詞に挑戦
- Get Out Of My Yard (2006年) …全編インストゥルメンタル作品
- Silence Followed By A Deafening Roar (2008年) …全編インストゥルメンタル作品
- Fuzz Universe (2010年)
- Vibrato (CD、CD+DVD) (2012年9月19日)
- Stone Pushing Uphill Man (CD、CD+DVD) (2014年)
- I Can Destroy (CD、CD+DVD、CD+4DVD) (2015年)
- PG-30～Best Of Paul Gilbert (2CD) (2016年)
- PG-30 Zepp Tokyo 2016.9.26 (2CD、DVD) (2017年)
- Behold Electric Guitar (2018年)
- Werewolves of Portland (2021年)
- Twas (2021年)
- The Dio Album (2023年)

### Paul Gilbert & Freddie Nelson
- United States (with Freddie Nelson) (2008年) …フレディ・ネルソンとのコラボレーションで制作したアルバム
- Official Bootleg 1 Tokyo (2009年) …2/1初日東京公演の模様を全曲収録したライヴアルバム
- Official Bootleg 2 Tokyo (2009年) …2/2第2夜目の東京公演の模様を全曲収録したライヴアルバム
- Official Bootleg 3 Nagoya (2009年) …2/3名古屋公演の模様を全曲収録したライヴアルバム
- Official Bootleg 4 Osaka (2009年) …2/4最終日大阪公演の模様を収録したライヴアルバム。一部の曲はカットされている

### グループ作品

#### Racer X
- Street Lethal (1986年)
- Second Heat (1987年)
- Live Extreme, Volume 1 (1988年)
- Live Extreme, Volume 2 (1992年)
- Technical Difficulties (1999年)
- Superheroes (2000年)
- Snowball of Doom (2002年)
- Getting Heavier (2002年)
- Snowball of Doom 2 (2002年)

#### Mr. Big
- Mr. Big (1989年)
- Raw Like Sushi (1990年)
- Lean Into It (1991年)
- Raw Like Sushi II (1992年)
- Bump Ahead (1993年)
- Japandemonium: Raw Like Sushi 3 (1994年)
- Channel V at the Hard Rock Live (1996年)
- Hey Man (1996年)
- Big Bigger Biggest: Greatest Hits (1996年)
- Back To Budokan (2009年)
- What If... (2010年)
- ...The Stories We Could Tell (2014年)
- Defying Gravity (2017年)
- TEN（2024年）

### その他
- Pump It! - ジェフ・バーリン（1986）
- 輪 - 高崎晃（1996）

ポールとパット・トーピーが参加
- One Night In New York City - Yellow Matter Custard (2003)

Mike Portnoy、Paul Gilbert、Neal Morse、Matt BissonetteによるThe Beatlesのトリビュートバンド
- BATTLE GEAR III The Edge (2003)

バトルギア3（アーケード用レースゲーム（後にPlayStation 2に移植））サウンドトラック　ポールはアレンジ版3曲に参加
- TOK10 - TOKIO（2004）

フォーリーブスのカヴァー「ブルドッグ」に参加
- Five Feet...No Inches - Pintsize (2005)

ポールがDick Imageの変名で参加しているバンド
- Two Nights In North America - Hammer of the Gods (2006)

Mike Portnoy、Paul Gilbert、Daniel Gildenlöw、Dave LaRueによるLed Zeppelinのトリビュートバンド
- One Night In Chicago - Cygnus and the Sea Monsters (2006)

Mike Portnoy、Paul Gilbert、Sean Malone、Jason McMasterによるRushのトリビュートバンド
- One Night In New York City - Amazing Journey (2007)

Mike Portnoy、Paul Gilbert、Billy Sheehan、Gary CheroneによるThe Whoのトリビュートバンド

## 来日公演

### 単独公演
- Kings Of Clubs Tour（1998年）
  - 3月12日 名古屋 名古屋クラブクアトロ
  - 3月13日 大阪 HEAT BEAT
  - 3月15日・16日 東京 リキッドルーム
- Flying Dog Tour（1999年）
  - 4月04日・5日 東京 ON AIR EAST
  - 4月08日 大阪 HEAT BEAT
  - 4月09日 福岡 クロッシングホール
  - 4月11日 名古屋 名古屋クラブクアトロ
- Alligator Farm Tour（2000年）
  - 10月18日・19日 東京 ON AIR EAST
  - 10月22日 福岡 クロッシングホール
  - 10月23日 大阪 HEAT BEAT
  - 10月24日 名古屋 名古屋クラブクアトロ
- Paul The Young Dude Tour（2003年）
  - 6月16日 横浜 横浜ランドマークホール
  - 6月17日 広島 広島クラブクアトロ
  - 6月18日 大阪 ON AIR 大阪
  - 6月19日 名古屋 名古屋クラブクアトロ
  - 6月21日 東京 赤坂BLITZ
- Space Ship One Tour（2005年）
  - 6月23日 広島 広島クラブクアトロ
  - 6月24日 大阪 心斎橋クラブクアトロ
  - 6月26日 名古屋 名古屋クラブクアトロ
  - 6月27日・28日・29日 東京 渋谷クラブクアトロ
- Get Out Of My Yard Tour（2007年）
  - 1月23日・24日 東京 リキッドルーム
  - 1月25日 大阪 なんばHatch
  - 1月26日 名古屋 名古屋クラブクアトロ
- United States Tour（2009年）
  - 2月1日・2日 東京 渋谷クラブクアトロ
  - 2月3日 名古屋 名古屋クラブクアトロ
  - 2月4日 大阪 心斎橋クラブクアトロ
    - Paul GIlbert & Freddie Nelson名義
- Vibrato Tour（2013年）
  - 1月15日・16日 東京 赤坂BLITZ
  - 1月18日 大阪 松下IMPホール
- Debut 30th Anniversary Special Concert（2016年 ）
  - 9月26日 東京 Zepp東京
- Behold Electric Guitar Tour（2019年）
  - 12月3日・14日 東京 新宿ReNY
  - 12月5日 大阪 BIG CAT

### フェス
- GUITAR WARS（2003年）[注 2]
  - 8月28日・29日 東京 赤坂BLITZ
  - 9月01日 大阪 なんばHatch

## 備考・補足
- ギターを手にして以来、1日に8時間以上は必ず練習をしている他、ミュージシャンになった後も、音楽理論や作曲法などの学校にも通って勉強している。
- 左手の指先には長年ギターを弾き続けた事による「たこ」が出来ているが、ポール曰く「指先が硬くなる分、押弦がし易くなり、今では演奏性にもかなり影響している。なのでその状態を維持するべく水回りの際には必ず手袋を着用している。」との事。
- レーサーX時代に、友人の姉のクレジットカードを使い、レンタカーを借りてツアーに出たが、他の州を回っている途中でタイヤがパンクしてしまった。その際に立ち寄ったガソリンスタンドで法外な値段をふっかけられた彼らは「レンタカー会社にこの額を請求しよう」と言って、領収書を送りつけた。しかし、実はそのレンタカーを借りる際に、少しでも料金を抑えるために、州内でしか走れない契約で借り出しており、州外で運転したことがばれるのではないかと、カードの明細が来るまでヒヤヒヤして過ごし、彼女への弁償のために、必死でライブした[12]。
- 大の親日家としても知られ、2年間日本に在住していたことがある。そのときに知り合って2005年に結婚したのが日本人である妻のエミ・ギルバート(旧姓山本)である。[13] また、ソロ・アルバムには「Boku No Atama(ぼくの頭)」という、たどたどしい日本語で歌った曲が存在する。エミとは再婚で、2014年に息子のマーロン・カンザンが生まれた[14]。
- ロサンゼルスで行われたパーティの席上で供された、菊水の日本酒の味に感心し、ボトルのデザインを取り入れたギターをアイバニーズにオーダー。2009年の再結成来日ツアーで使用した。
- フジテレビの音楽番組『LOVE LOVEあいしてる』出演時に、出演者に「北風一郎」という日本人名を付けてもらった。「北風一郎」の名刺やピックもある。
- 一時期、そのプレイの類似性や技術面から、バケットヘッドではないかと噂されたが、公式ホームページでそのことを否定している。
- 谷村新司のアルバム『半空 NAKAZORA』の収録曲「クリムゾン」に、ポールがギターで参加している。
- 2022年のNHK大河ドラマ「鎌倉殿の13人」の放映後の番組「鎌倉殿の13人紀行」のBGMを担当している。多くの日本人が知るポールのヘビーメタルサウンドではなく、ドラマのコンセプトに合わせた情緒的な演奏を奏でている。
- 音楽学校Musicians Instituteを上手すぎて1年で卒業していると言われているが、当時のMIは1年制だったので技量は関係ない。